# Guaza de Campos
Guaza de Campos is een gemeente in de Spaanse provincie Palencia in de regio Castilië en León met een oppervlakte van 32,34 km². Guaza de Campos telt 61 inwoners (1 januari 2016).

## Demografische ontwikkeling
Bron: INE, 1857-2011: volkstellingen